# Rantau Panjang Ilir
Rantau Panjang Ilir is een bestuurslaag in het regentschap Ogan Ilir van de provincie Zuid-Sumatra, Indonesië. Rantau Panjang Ilir telt 1212 inwoners (volkstelling 2010).